# Christopher Coletti
Christopher „Chris“ Coletti ist ein US-amerikanischer Trompeter und Arrangeur.

## Leben
Christopher Coletti begann mit dem Trompetespielen in der vierten Jahrgangsstufe. Ursprünglich wollte er Klarinette erlernen, jedoch waren seine Hände dafür zu klein und im Schulorchester ohnehin zu viele Klarinetten und zu wenig Trompeten vorhanden. Daher legte ihm sein Lehrer die Trompete nahe.
Coletti absolvierte seinen Bachelor in nur drei Jahren an der Manhattan School of Music und darauffolgend seinen Master an der Juilliard School in New York City. Während seines Studiums gewann er mehrere Auszeichnungen und Stipendien, darunter die Music Academy of the West Chamber Concerto Competition, die Manhattan School of Music Concerto Competition, die LaGuardia Arts Concerto Competition, die Staten Island Symphony Concerto Competition, das The Tanglewood Music Center Charles E. Culpeper Foundation Fellowship and Susan B. Kaplan Fellowship, das The Juilliard School Frieda and Harry Aronson Scholarship und das The Manhattan School of Music President Scholarship.
Im Jahr 2008 erhielt er seine erste professionelle Stelle als Solotrompeter des Huntsville Symphony Orchestra in Alabama. Seit 2009 ist er Mitglied von Canadian Brass.
Coletti ist Assistant Professor am Ithaca College School of Music in Ithaca und Adjunct Assistant Professor am Brooklyn College Conservatory of Music in New York City. Er gab zudem Meisterklassen an Konservatorien auf der ganzen Welt.
Coletti trat bereits mit einer Vielzahl an namhaften Musikern auf, darunter Yefim Bronfman, Pierre Boulez, Michael Tilson Thomas und Riccardo Muti, aber auch mit nicht-klassischen Künstlern wie Quincy Jones, Carlos Santana, Gloria Estefan oder Miami Sound Machine. Artikel von Coletti wurden bereits in mehreren Fachzeitschriften veröffentlicht.